# Narcís Oliveres i Terrades
Narcís Oliveres i Terrades (Figueres, Alt Empordà, 20 de març del 1930 - 3 d'abril del 2018) era un polític i advocat català.
Doctor en dret, va ser membre del Comitè de Govern d'Unió Democràtica de Catalunya (UDC) i president del Consell d'Administració i Director de la Societat Hifesa. Fou senador per CiU per la província de Girona a les eleccions generals espanyoles de 1982, 1986 i 1989. Va ser secretari quart de la Mesa del Senat (1989-1993) i portaveu del Grup de Convergència i Unió al Senat.
També fou conseller de Comerç, Consum i Turisme de la Generalitat de Catalunya en el Govern de Jordi Pujol el 1985-1986. Malgrat haver-se retirat de la primera línia de la política per raons d'edat, al llarg dels darrers anys de la seva vida va mantenir una vida política molt activa, apropant-se a sectors sobiranistes gironins com l'exalcalde de Figueres i conegut propietari de les empreses Fes Més i Bricoesteba, Miquel Esteba i Caireta.
Oliveres seguia fidel al seu compromís amb la democràcia i la llibertat de Catalunya escrivint articles per diaris com El Punt Avui i entitats com l'Associació Triangle Blau.

## Obra publicada
- OLIVERAS i TERRADAS, Narcís; El projecte de Constitució federal del 1873 i els empordanesos. Barcelona: Fundació Ramon Trias Fargas, [1998?][6]
- OLIVERAS i TERRADAS, Narcís; Senado y representación. Madrid: Secretaría General del Senado, Dirección de Estudios y Documentación, Departamento de Publicaciones, 2000.[6]